# Alex Pettyfer
Alexander Richard Pettyfer (* 10. dubna 1990 Stevenage, Hertfordshire) je anglický herec a model. Syn herce a někdejší modelky. Role Alexe Ridera ve filmu Stormbreaker nebyla jeho první rolí. Film byl celosvětově uveden v roce 2006. Jeho filmové role má na starosti agentura PDF. Modelingovou práci zařizuje Select model management.

## Biografie
Alex Pettyfer se narodil ve Stevenage, Hertfordshire jako syn Richarda Pettyfera a bývalé modelky Lee Robinson (známé pod jménem „Lee Ireland“) má nevlastního bratra Jamese Irelanda, mladého tenistu, jehož otcem je Michael Ireland, vývojový projektant. Matku mají společnou.

### Kariéra
Pettyfer se stal modelem, když mu bylo sedm let. Pózoval pro společnosti jako je Gap a po setkání s Ralphem Laurenem pro obchodní dům s hračkami v New York City. Také natočil několik reklam na jogurty. Svou první reklamu natočil, když mu bylo šest. Navštěvoval Twickenhamovu přípravku v Hamptonu a později Mall, malou soukromou školu v Twinskenhamu, kde jako student účinkoval v různých hrách. Jednou z nich byla i role Willyho Wonky ve hře Karlík a továrna na čokoládu.

V roce 2005 po ukončení své kariéry modela udělal svůj profesionální debut v britské televizi. Ztvárnil hlavní roli Toma Browna v projektu Tom Brown’s schooldays. Za tuto roli obdržel kladné recenze. V červnu 2005 byl vybrán pro roli ve filmu Stormbreaker (natočeno podle knihy od Anthonyho Horowitze), kde měl ztvárnit Alexe Ridera, čtrnáctiletého špióna. Tato jeho zatím největší role ho vynesla na výsluní. Na konkurz se přihlásilo 500 lidí. Pettyfer se rozhodl pro tento film, i přes to, že měl hrát hlavní roli ve filmu Eragon. Hlavním důvodem, proč zavrhl roli Eragona, byl fakt, že Stormbreaker se natáčel ve Velké Británii, zatímco Eragon v České republice. A navíc Pettyfer má strach z létání. Stormbreaker měl premiéru 21. července 2006 ve Velké Británii, 6. října 2006 ve Spojených státech a 10. října 2006 v České republice.
Autor jedné recenze uvádí, že hraje s „vroucí intenzitou“, i když jiný poznamenal, že „není dostatečně uvolněný, jak by měl herec být“. Podle médií z něj film měl udělat „idola náctiletých“. Pokud se budou natáčet další díly, Pettyfer roli nevezme, protože je už příliš starý.

### Osobní život
Jeho první přítelkyní byla mezi roky 2007 a 2008 jeho herecká kolegyně Emma Robertsová, kterou potkal při natáčení komedie Divoška.
Dva roky chodil s herečkou Diannou Agronovou. Rozešli se v roce 2011.
Během natáčení filmu Bez kalhot se seznámil s herečkou Riley Keough, vnučkou Elvise Presleyho. Herci spolu žili v letech 2012 až 2013. Pár se dokonce v březnu 2012 zasnoubil, ale brzy se jejich cesty rozdělily, 
V roce 2018 navázal vztah s německou topmodelkou Toni Garrn. Na sklonku roku 2019 dvojice oznámila zasnoubení a v říjnu 2020 se vzali na zámku na zámku Berner nedaleko Hamburku. V červenci 2021 se jim narodila dcera Luca Malaika. V dubnu 2023 modelka oznámila na svých sociálních sítích, že se s Pettyferem rozvádí.

## Filmografie – výběr
| Rok  | Název                                 | Role                          |
| ---- | ------------------------------------- | ----------------------------- |
| 2006 | Stormbreaker                          | Alex Rider                    |
| 2008 | Divoška                               | Freddie Kingsley              |
| 2011 | Jsem číslo čtyři                      | Daniel/John Smith/číslo čtyři |
| 2011 | Netvor                                | Kyle Kingson                  |
| 2011 | Vyměřený čas                          | Fortis                        |
| 2012 | Bez kalhot                            | Adam                          |
| 2013 | Komorník                              | Thomas Westfall               |
| 2014 | Nekonečná láska                       | David Elliot                  |
| 2016 | Elvis & Nixon                         | Jerry Schilling               |
| 2024 | The Ministry of Ungentlemanly Warfare | Geoffrey Appleyard            |